# Racing Peer
Racing Peer is een Belgische voetbalclub uit Linde (gemeente Peer). De club is aangesloten bij de KBVB met stamnummer 7008 en heeft blauw-rood als clubkleuren.
De club speelt onafgebroken in de provinciale reeksen. Racing Peer speelt haar thuiswedstrijden in het Dommelstadion in de Lindebosstraat in Peer. Sinds 2022 zijn er twee eerste ploegen: de eerste ploeg speelt in 2e provinciale en de tweede ploeg speelt in 4e provinciale. 
Racing Peer heeft het meeste aantal 'bekers van Peer'.
Verder heeft Racing Peer een jeugdwerking met een 300-tal jeugdspelers. De jeugd speelt op het gewestelijk niveau.